# 後因辰峰
47°17′42″N 10°5′1″E / 47.29500°N 10.08361°E
後因辰峰（德語：Hintere Üntschenspitze），是奧地利的山峰，位於該國西部，由福拉爾貝格州負責管轄，屬於阿爾高阿爾卑斯山脈的一部分，該山峰海拔高度2,046米。